# Ligne Gyeongbuk

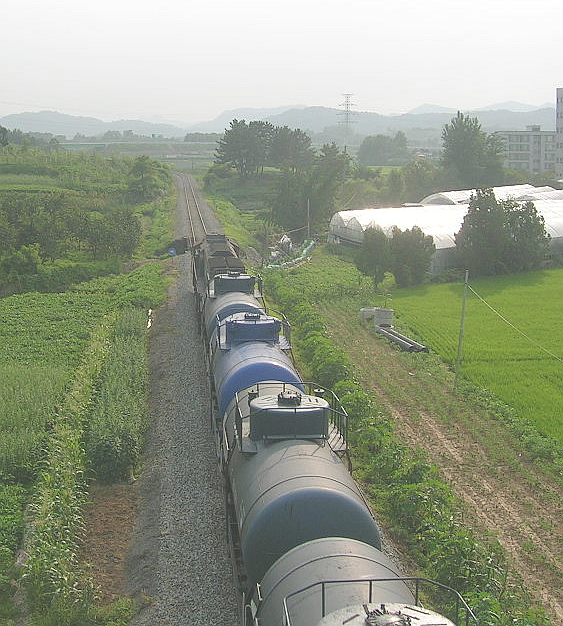
Train de fret en direction du sud de la ligne Gyeongbuk, au sud de la gare de Jeomchon

La ligne Gyeongbuk ( coréen : 경북선  ) est une ligne de chemin de fer desservant la province du Gyeongsang du Nord en Corée du Sud. La ligne part de Gimcheon depuis la ligne Gyeongbu via Sangju, Jeomchon (jonction avec la ligne Mungyeong ) et Yecheon jusqu'à Yeongju sur la ligne Jungang.

## Histoire
La construction de la ligne Gyeongbuk a été débutée par la société privée Chosen Industrial Railway. Cependant, au cours des travaux, cette société a fusionné avec cinq autres pour créer la Chosen Railway ( Chōtetsu ) en 1923, et c'est cette nouvelle société qui a achevé le 1er octobre 1924 la première section de la ligne de Gimcheon à Sangju, suivie de la section de Sangju à Jeomchon le 25 décembre. Chōtetsu a ensuite prolongé la ligne en plusieurs étapes, atteignant d'abord Yecheon le 1er novembre 1928, puis Gyeongbuk Andong le 16 octobre 1931 ; cependant, ce denier allongement a été démantelé en 1944 car l'armée japonaise était confrontée à des pénuries de matériaux pendant la guerre du Pacifique. Après la libération de la Corée, la ligne a été nationalisée avec tous les autres lignes de chemins de fer du pays.
Après le coup d'État de 1961, le Conseil suprême pour la reconstruction nationale a lancé le plan quinquennal de développement économique et social, qui comprenait un programme de développement ferroviaire, afin de favoriser la croissance économique. Dans le cadre de ce programme, la ligne Gyeongbuk a été prolongée jusqu'à Yeongju, afin de créer une connexion avec la ligne Jungang et la ligne Yeongdong. Cette extension permit l'acheminement du charbon depuis la ligne Yeongdong.
Les travaux ont débuté en mai 1962. Le premier tronçon de 28,9 km de Jeomchon à Yecheon a été ouvert en janvier 1966, ainsi qu'un deuxième tronçon de 29,7 km de Yecheon à Yeongju le 10 octobre 1966.
La ligne complète de 115,2 km est une voie unique et non électrifiée.
Une dernière section de 22,3 km de long se nommant branche de Mungyeong a été ouverte le 10 mai 1969. Elle relie Jeomchon à Mungyeong.

## Opération
Depuis 2010, la ligne est desservie par des trains de voyageurs et de fret sur toute sa longueur, tout comme la branche de Mungyeong. Depuis novembre 2010, la ligne est desservie par les trains transcontinentaux Mugunghwa en provenance de Busan et de Dongdaegu. Ces trains mettent 2 heures 12 minutes à faire le trajet entre Gimcheon et Yeongju.

## Itinéraire
| Gare        | Hangul | Hanja  | Connexion                     | Station distance | Line distance | Commentaire    |
| ----------- | ------ | ------ | ----------------------------- | ---------------- | ------------- | -------------- |
| Gimcheon    | 김천   | 金泉   | Ligne Gyeongbu                | 0.0              | 0.0           |                |
| Acheon      | 아천   | 牙川   |                               | 7.7              | 7.7           | Fermée en 1994 |
| Duwon       | 두원   | 杜院   |                               | 5.1              | 12.8          | Fermée en 2006 |
| Oksan       | 옥산   | 玉山   |                               | 20.0             | 20.0          |                |
| Cheongni    | 청리   | 靑里   |                               | 7.1              | 27.1          |                |
| Sangju      | 상주   | 尙州   |                               | 8.9              | 36.0          |                |
| Baekwon     | 백원   | 白元   |                               | 8.4              | 44.4          |                |
| Yangjeong   | 양정   | 楊亭   |                               | 3.5              | 47.9          | Fermée en 2006 |
| Hamchang    | 함창   | 咸昌   |                               | 11.4             | 55.8          |                |
| Jeomchon    | 점촌   | 店村   | Ligne Mungyeong               | 4.2              | 60.0          |                |
| Sanyang     | 산양   | 山陽   |                               | 5.4              | 65.4          | Fermée en 2001 |
| Yonggung    | 용궁   | 龍宮   |                               | 6.9              | 66.9          |                |
| Songam      | 송암   | 松岩   |                               | 2.7              | 69.6          | Fermée en 1974 |
| Gaepo       | 개포   | 開浦   |                               | 6.4              | 73.3          |                |
| Yulhyeon    | 율현   | 栗峴   |                               | 3.4              | 76.7          | Fermée en 2001 |
| Gadong      | 가동   | 佳洞   |                               | 3.0              | 79.7          | Fermée en 2001 |
| Yecheon     | 예천   | 醴泉   |                               | 11.7             | 85.0          |                |
| Dongyecheon | 동예천 | 東醴泉 |                               | 1.6              | 86.6          | Fermée en 1974 |
| Gopyeong    | 고평   | 高坪   | Ancienne ligne Gyeongbuk      | 2.7              | 89.3          | Fermée en 2001 |
| Misan       | 미산   | 眉山   |                               | 4.5              | 93.8          | Fermée en 2001 |
| Bomun       | 보문   | 普門   |                               | 1.3              | 95.1          | Fermée en 2001 |
| Jangsan     | 장산   | 獐山   |                               | 3.2              | 98.3          | Fermée en 1974 |
| Eodeung     | 어등   | 魚登   |                               | 16.4             | 101.4         |                |
| Miryong     | 미룡   | 美龍   |                               | 4.0              | 105.6         | Fermée en 2001 |
| Bangu       | 반구   | 盤邱   |                               | 2.7              | 108.3         | Fermée en 2001 |
| Yeongju     | 영주   | 榮州   | Ligne Jungang Ligne Yeongdong | 13.6             | 115.0         |                |